# Secret Hitler
Secret Hitler is een sociaal deductiespel met verborgen identiteiten, ontwikkeld door Goat, Wolf & Cabbage LLC. Het wordt geproduceerd door Breaking Games en gedistribueerd door Blackbox. Het bordspel werd ontworpen door Max Temkin, Mike Boxleiter en Tommy Maranges, met illustraties van Mackenzie Schubert. Het spel werd voor het eerst uitgebracht op 25 augustus 2016. 
In Secret Hitler nemen spelers de rollen aan van liberalen en fascisten in de Rijksdag van de Weimarrepubliek, waarbij één speler Hitler wordt. Om het spel te winnen, moeten beide partijen tegen mekaar respectievelijk een liberaal en fascistisch beleid voeren, of een secundair doel bereiken dat direct verband houdt met de rol van Hitler.

## Spelverloop
In Secret Hitler worden de spelers verdeeld in twee teams: de liberalen en de fascisten. Hitler speelt ook een rol bij het team van de fascisten. In elk spel zijn er meer liberalen dan fascisten, maar de fascisten hebben het voordeel dat ze elkaars identiteit kennen. De liberalen moeten daarom, op basis van alleen de informatie over hun persoonlijke voorkeuren, zelf uitzoeken welke spelers ze kunnen vertrouwen. Als je met vijf of zes spelers speelt, zijn er maar twee fascisten, waarvan er één Hitler is, en ze kennen elkaar allebei. In spellen met zeven of meer spelers is de identiteit van Hitler bekend bij alle andere fascisten, maar Hitler weet niet wie de andere fascisten zijn.
Aan het begin van elke ronde wordt de speler links van de vorige president de nieuwe president (de eerste president wordt willekeurig gekozen). De president nomineert een andere speler voor het kanselierschap en elke speler, inclusief de voorgestelde regering, stemt óf "Ja!" (ja) óf "Nein" (nee) tegen het voorstel. De kandidaat voor het bondskanselierschap kan niet de huidige president of de eerder gekozen bondskanselier zijn.
Als meer dan de helft van de spelers op de kanselierkandidaat stemt, krijgt die speler het ambt en wordt hij of zij de nieuwe kanselier. Na elke succesvolle verkiezing trekt de president blindelings drie beleidskaarten, die elk 'liberaal' of 'fascistisch' kunnen zijn. Vervolgens gooit de president één van deze kaarten weg en geeft de andere twee aan de kanselier, die op zijn beurt een van beide kaarten kiest om uit te voeren. Hiermee eindigt de ronde. Alle weggegooide kaarten worden met de afbeelding naar beneden gelegd. Aan het begin van het spel zitten er 6 liberale beleidskaarten en 11 fascistische beleidskaarten in de stapel. Na afloop van elke ronde wordt de rol van president doorgegeven aan de speler links van hem.
Als de verkiezing eindigt in een gelijkspel of als meer dan de helft van de spelers tegen de kanselierkandidaat stemt, wordt de verkiezing als mislukt beschouwd. Iedere keer dat een verkiezing mislukt, wordt de verkiezingsteller met één verhoogd en wordt de presidentiële rol doorgegeven, waarmee de ronde ten einde is. Wanneer drie opeenvolgende verkiezingen zijn mislukt, wordt het beleid dat bovenaan de stapel ligt, zonder toezicht van de president of de minister van Financiën uitgevoerd en wordt de verkiezingsteller opnieuw ingesteld. De verkiezingsteller wordt ook gereset wanneer een kanselier met succes is verkozen.
Het invoeren van een liberaal beleid heeft geen direct effect op het spel, maar het invoeren van een fascistisch beleid kan de president speciale uitvoerende bevoegdheden geven die 'presidentiële bevoegdheden' worden genoemd. Voorbeelden hiervan zijn de mogelijkheid om in het geheim de bovenste drie kaarten van de stapel te controleren, het partijlidmaatschap van een speler te onderzoeken, de president voor de volgende ronde te kiezen via speciale verkiezingen of een speler te vermoorden, waardoor deze uit het spel wordt verwijderd. Daarna moet die bevoegdheid worden uitgevoerd voordat de ronde eindigt. Als je vijf fascistische beleidsmaatregelen goedkeurt, krijg je de mogelijkheid voor de rest van het spel een vetorecht uit te oefenen. Wanneer het vetorecht wordt gebruikt, wordt de verkiezingsteller met één verhoogd voordat de ronde eindigt.
Het spel eindigt wanneer er vijf liberale beleidsmaatregelen of zes fascistische beleidsmaatregelen zijn doorgevoerd. Het overeenkomstige team wint. Bovendien kunnen de fascisten, nadat er drie fascistische beleidsmaatregelen zijn doorgevoerd, winnen door Hitler tot Rijkskanselier te laten kiezen. Wanneer de president een speler moet vermoorden, kunnen de liberalen winnen door Hitler te laten vermoorden. Als de vermoorde speler niet Hitler is, gaat het spel verder zonder dat de overige spelers weten of de vermoorde speler een liberaal of een fascist was.

## Ontwikkeling en release
Secret Hitler werd ontworpen door Max Temkin (de medebedenker van Cards Against Humanity en Humans vs. Zombies), Mike Boxleiter (medeoprichter van Mikengreg, de computerspelontwikkelaar achter Solipskier en TouchTone) en Tommy Maranges (de schrijver van Philosophy Bro), en werd geïllustreerd door Mackenzie Schubert (illustrator van games als Letter Tycoon en Penny Press), gezamenlijk bekend als Goat, Wolf & Cabbage LLC. Het ontwikkelingsteam werkte vanuit de kantoorruimte die het Cards Against Humanity-team ter beschikking stelde aan nieuwe spelontwerpers. Het originele concept werd ontwikkeld door Boxleiter en Maranges als middel om de gameplay van Avalon opnieuw te ontwerpen, waarbij Temkin aanzienlijke invloeden uit de weerwolfvariaties toevoegde. Op 23 november 2015 lanceerde Temkin een Kickstarter-campagne voor het spel, waarbij hij $ 54.450 wilde ophalen. Het project werd binnen de eerste 24 uur met succes voor 200% gefinancierd en de campagne eindigde op 23 december 2015, met een totaalbedrag van $ 1.479.046 toegezegd door 34.565 donateurs, waarmee het een van de succesvolste bordspellen in de geschiedenis van Kickstarter is geworden. Ondertussen werd op 25 november 2015 een gratis print-and-play-editie van Secret Hitler uitgebracht onder de CC BY-NC-SA 4.0 Creative Commons-licentie.
Secret Hitler werd voor het eerst in meerdere rondes verzonden naar Kickstarter-sponsors vanaf 25 augustus 2016, en kwam kort daarna in de winkel. Het spel wordt geproduceerd door Breaking Games, een divisie van Cards Against Humanity-fabrikant AdMagic, en gedistribueerd door Blackbox, een transportbedrijf opgericht door de makers van Cards Against Humanity, waaronder Secret Hitler-ontwerper Temkin. Tegelijkertijd met Secret Hitler werd een officiële, door Wil Wheaton vertelde, begeleidende app gelanceerd: Secret Hitler Companion, voor Android en iOS.
In februari 2017 werden gratis exemplaren van Secret Hitler naar alle 100 leden van de Amerikaanse Senaat verzonden. Het Trump Pack, een uitbreidingspakket voor Secret Hitler, dat de kaarten van de fascisten vervangt door Donald Trump en prominente leden van zijn regering destijds (Sean Spicer, Stephen Miller, Steve Bannon en Mike Pence), werd in juni 2017 uitgebracht, waarbij alle opbrengsten van de verkoop van het pakket werden gedoneerd aan de American Civil Liberties Union.

## Ontvangst
In een recensie van het bordspel in The Wirecutter werd gesteld dat het spel wel leuk is, maar moeilijk te leren vanwege de complexe regels. Er werd ook gesteld dat het een ‘potentieel aanstootgevend thema’ heeft.
Polygon prees het spel als "een hit" met "pure fratsen waar je ronde na ronde van zult genieten".